# Dave Blaney
Dave Blaney (Hartford (Ohio), 24 oktober 1962) is een Amerikaans autocoureur die actief is in de NASCAR Sprint Cup.

## Carrière
Blaney startte zijn carrière begin de jaren tachtig in verschillende kleinere Amerikaanse raceklasses. In 1992 reed hij eenmalig een race in de Winston Cup. Pas in 1999 zou hij definitief gaan racen in de hoogste afdeling van de NASCAR. In 1998 maakte hij zijn debuut in de Busch Series, de tweede divisie in de NASCAR. Hij won één race in deze raceklasse toen hij in 2006 won op de Charlotte Motor Speedway. In 1999 reed hij vijf races in de NASCAR Sprint Cup en vanaf 2000 rijdt hij een volledig programma in de Sprint Cup. Hij vertrok tot nog toe twee keer vanaf poleposition en zijn beste resultaat in een race is een derde plaats op de Darlington Raceway in 2003 en derde plaatsen op de Talladega Superspeedway in 2007 en 2011.

## Galerij

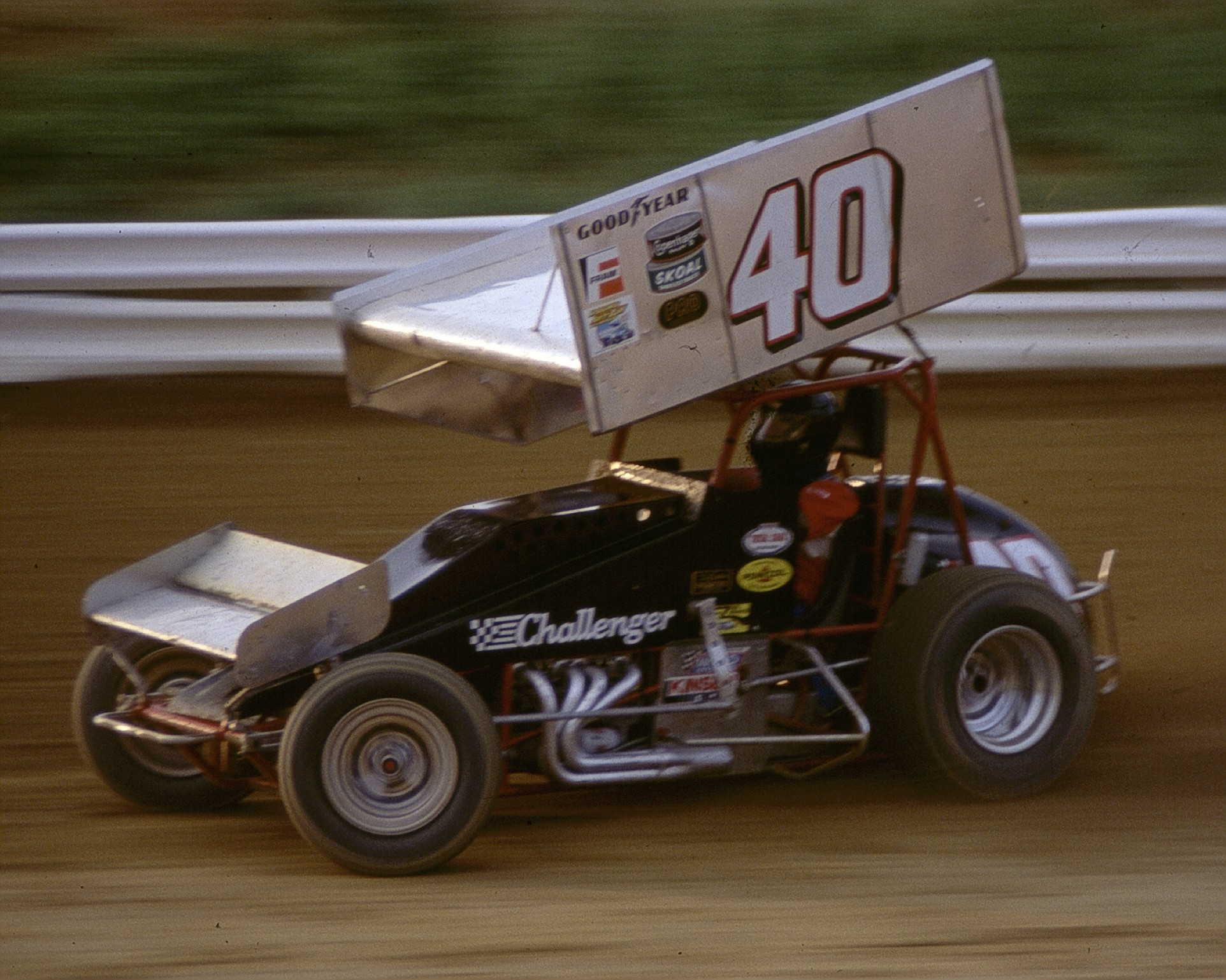
World of Outlaws
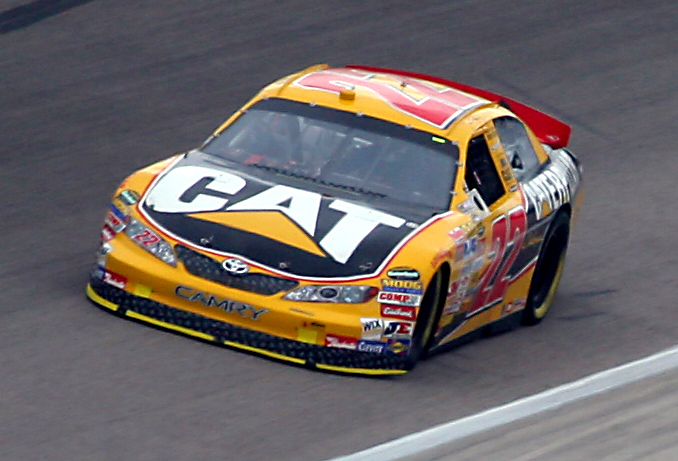
Blaney in 2007
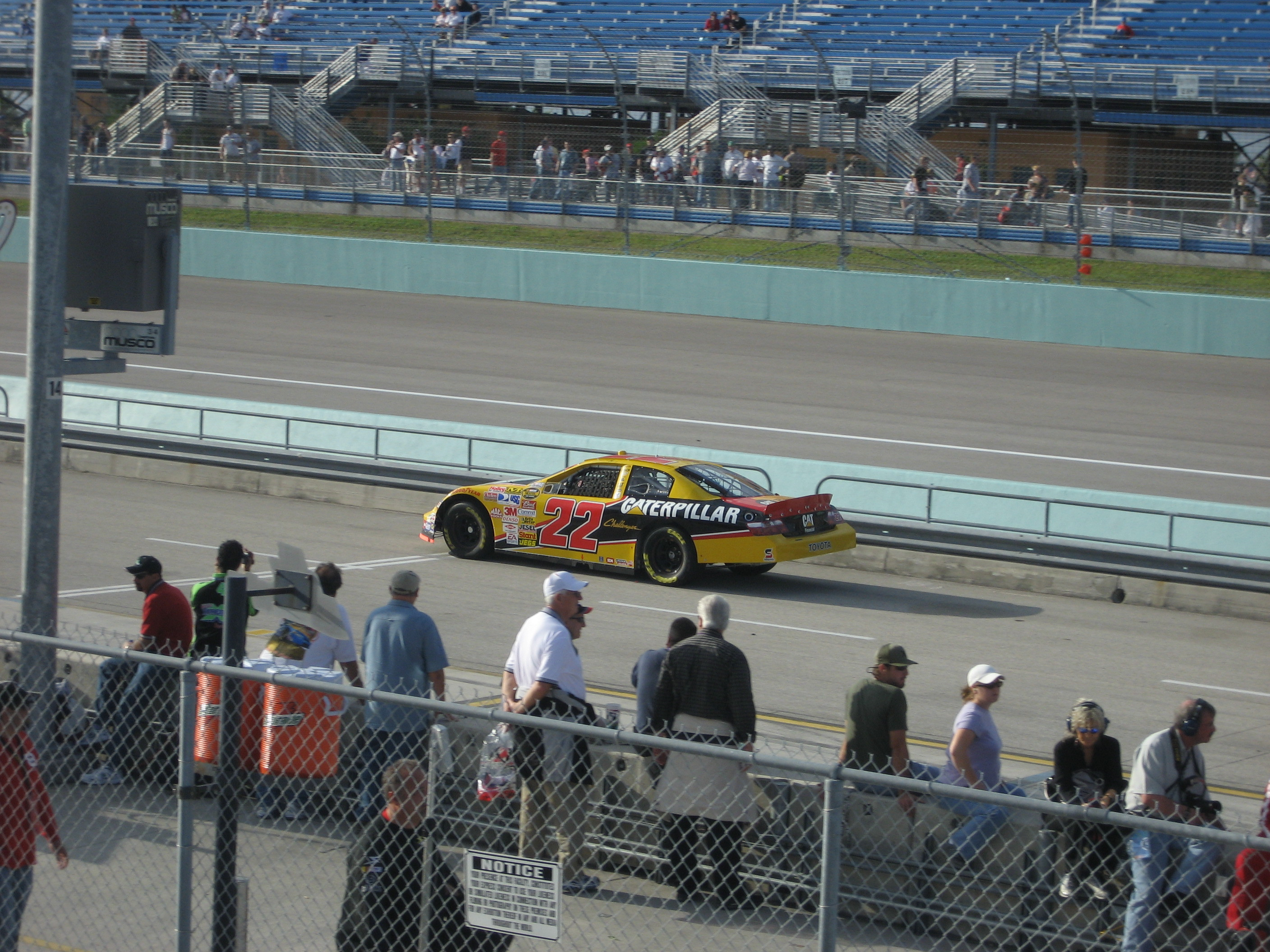
Blaney in 2007 op de Homestead-Miami Speedway
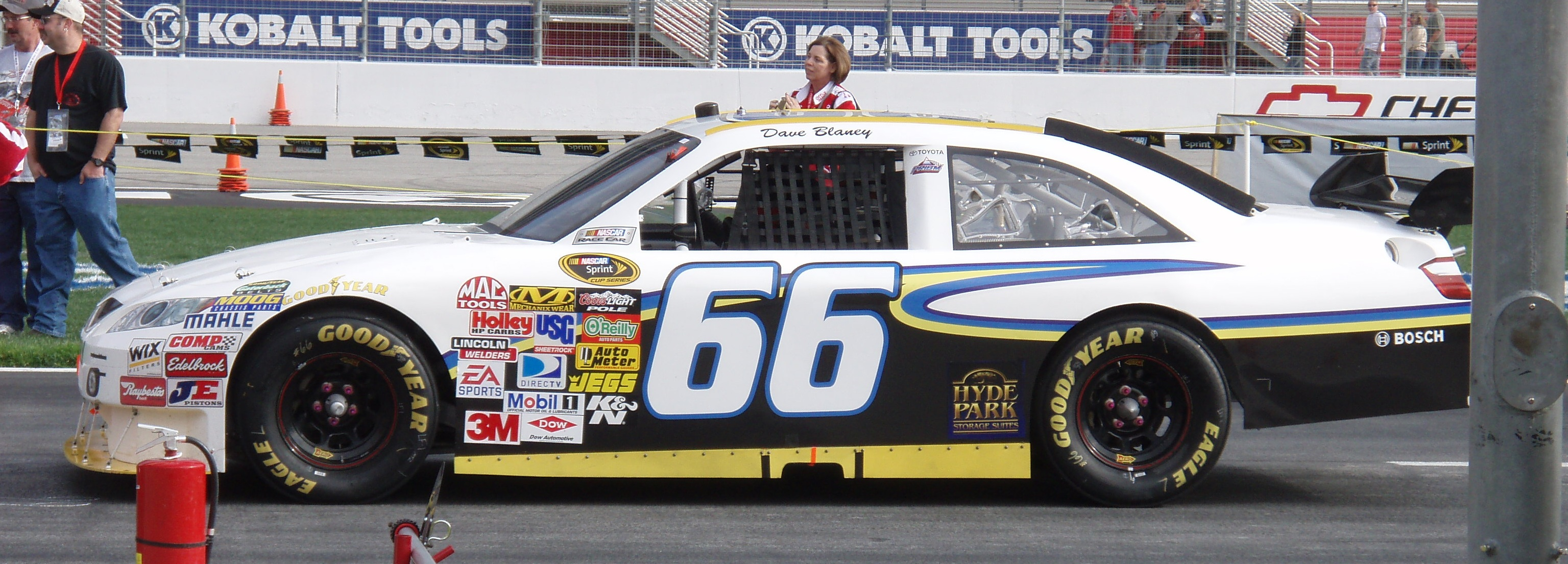
Blaney in 2009 op de Atlanta Motor Speedway